# راهول سينها
راهول سينها (بالهندية: राहुल सिन्हा)‏ (بالإنجليزية: Rahul Sinha) هو سياسي هندي، ولد في 20 أكتوبر 1963 في الهند. حزبياً، نشط في بهاراتيا جاناتا.